# Saint-Hilaire-le-Vouhis

Saint-Hilaire-le-Vouhis este o comună în departamentul Vendée, Franța. În 2009 avea o populație de 971 de locuitori.